# Vallarta de Bureba
Vallarta de Bureba è un comune spagnolo di 41 abitanti situato nella comunità autonoma di Castiglia e León.